# Stará radnice (Havlíčkův Brod)
Stará radnice v Havlíčkově Brodě je budova původní pozdně gotické stavby přestavěná po velkém požáru na pozdně renesanční radnici, která se nachází v jihozápadním rohu Havlíčkova náměstí v Havlíčkově Brodě na nároží se Svatovojtěžskou ulicí. Budova až do roku 1850 sloužila jako městská radnice, poté v ní byl okresní soud a do roku 2020 v ní sídlila Krajská knihovna Vysočiny. Celá stavba je chráněna jako národní kulturní památka.

## Historie

### Přestavba a první velký požár

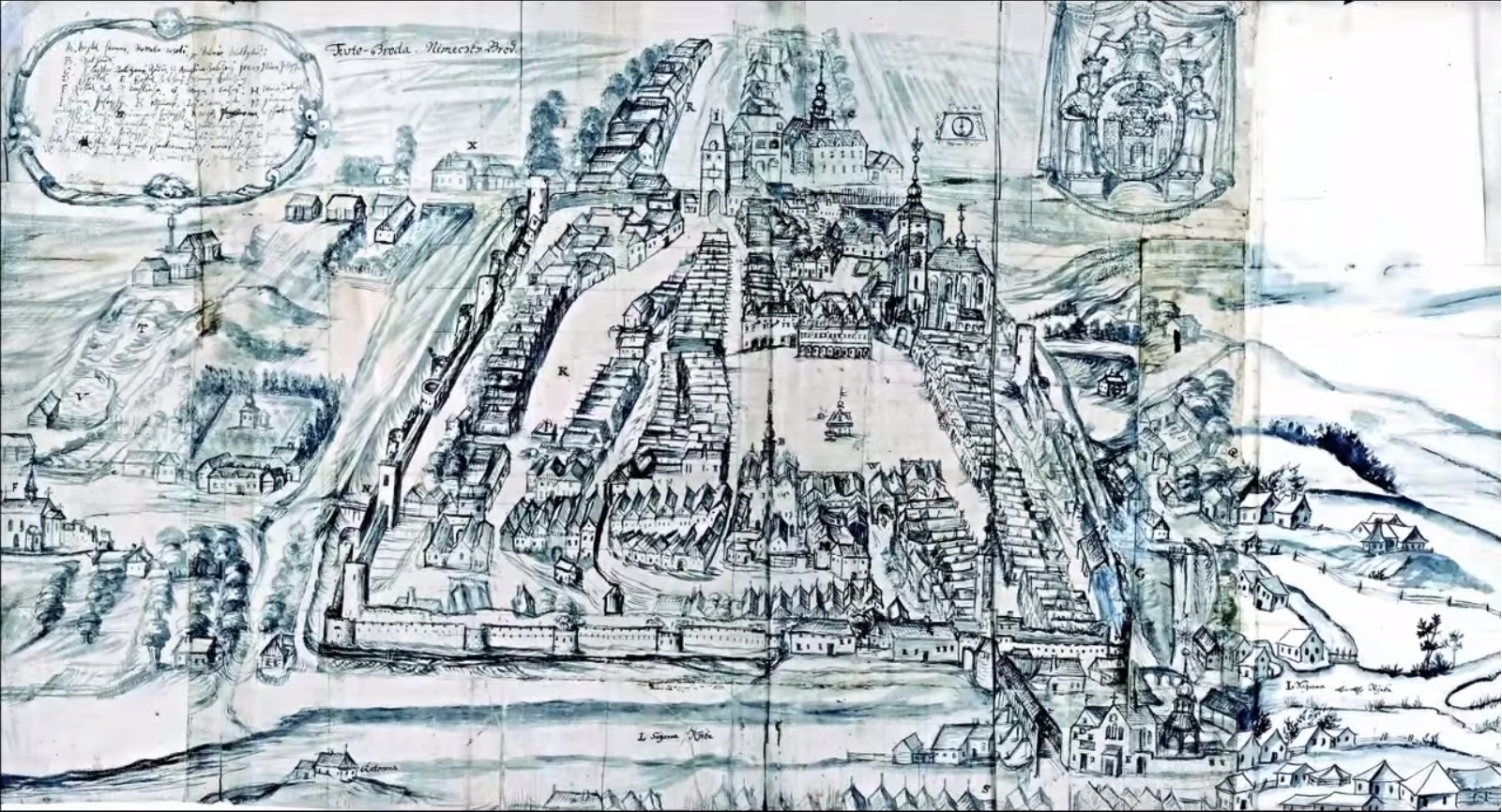
Nejstarší známé vyobrazení Havlíčkova Brodu (kol. 1690), kde radnice je vyobrazena v pravém dolním rohu náměstí.

Tato budova vznikla ke konci 15. století přestavbou a spojením třech gotických domů. Nejstarší částí je západní trakt. Už ve 13. století zde v západní části zřejmě stál vyzděný dům a po jeho obou stranách vedly uličky. Okna byla orientována z obou stran. Jako jediný tak stál na náměstí samostatně, a proto historikové dedukují, že se jednalo o velmi významný dům. Jednalo se nejspíše o místo původní rychty, případně kamenné sídlo Lichtenburků.
Budova byla velmi vážně poškozena během velkého požáru města, kdy 25. května roku 1662 celá vyhořela. Do pozdního renesančního slohu byla přestavěna o několik let později. To připomíná nápis v průčelí z roku 1668, kde je napsáno, že stavba byla „z gruntu“ postavena. Z té doby pochází symetricky řešená fasáda s atikou s cimbuřím a věžičkou a tři kamenné portály vstupních dveří. Z té doby se dochovaly otisky tří původních sedlových střech. V zadním traktu býval pivovar, jak bývalo zvykem. Není známo, ve kterém roce zde byl vybudován, ale písemně je zmiňován v roce 1662, kdy společně s radnicí vyhořel a následně byl obnoven. Pivovar zde sídlil až do roku 1834, kdy město opět zachvátil požár. Z prostor se zachovaly pouze staré sklepy, ve kterých působí restaurace.

### Druhý velký požár a knihovna
Požár, který radnici zachvátil 8. května 1834, zničil také devět sousedních domů. Radnice byla posléze roku 1857 obnovena a její interiéry byly upraveny v klasicistním stylu. Budova získala novou střechu, balkonek v průčelí, a tak dostala podobu, kterou má dodnes.

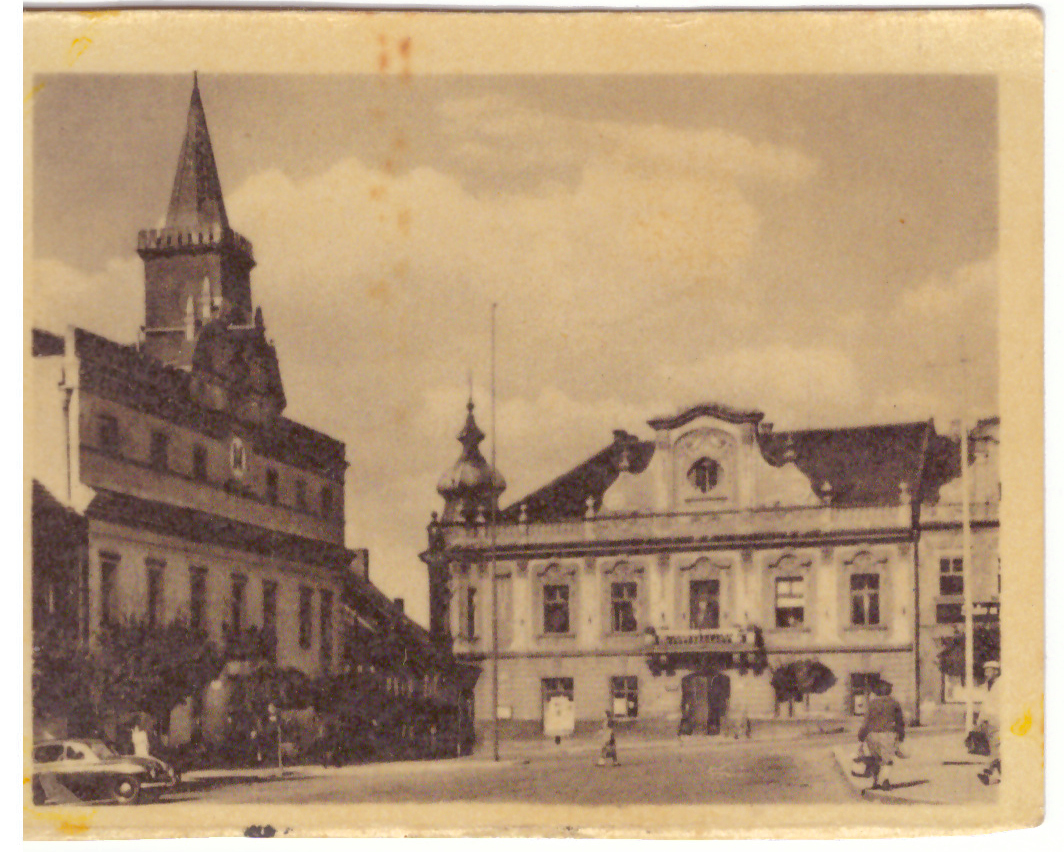
Starší fotografie pohledu na Starou radnici a Novou radnici (rychtu) na Havlíčkově náměstí.

Roku 1850 se Německý brod (Havlíčkův Brod) stal sídlem soudního a politického okresu. Městský úřad byl přesunut do vedlejší budovy staré rychty a jako sídlo okresního soudu byla zvolena budova Staré radnice. Pravděpodobně do tohoto období lze datovat provedení valené klenby s bohatou štukovou výzdobou ve velkém sále v prvním patře.
Po druhé světové válce zde krátce působila Lidová knihovna Havlíčkova. Kvůli nedostatku prostor v Hanusovském domě se už jako Okresní knihovna ve Východočeském kraji přestěhovala v roce 1974 zpět do staré radnice. Kvůli toho byla budova před tím rekonstruována na míru pro potřeby čtenářů i pracovníků knihovny. Tyto radikální změny dispozice nerespektovaly historickou podstatu objektu a negativně zasáhly do organismu stavby, když byl například zazděn původní průjezd z náměstí do vnitřního dvora, vybudováno nové schodiště nebo probouráno vřetenové schodiště z přízemní severozápadní místnosti.
Následně i v této budově nestačily prostory pro Krajskou knihovnu, a proto byla v roce 2006 vyhlášena architektonická soutěž na podobu novostavby knihovny. Než byla započata stavba novostavby knihovny, byly zmodernizovány prostory v radnici. V roce 2020 se knihovna přestěhovala do svých nových prostor u Kulturního Domu Ostrov.

### Generální rekonstrukce
V roce 2012 začala generální rekonstrukce celého objektu. Nejprve byly obnoveny původní pivovarské sklepy a roku 2016 byla dokončena rehabilitace interiéru. Během toho byl obnoven původní průjezd, vrácena kamenná dlažba z lokální žluté lipnické žuly, rozšířilo se divácké zázemí v podkroví dvorního křídla a restaurovaly se cenné štukové výzdoby hlavního sálu v patře a obnovily se nástěnné a dekorativní malby včetně dochovaných zdobných prvků. Dvůr se změnil v odpočinkové místo se zelení, kašnou a lavičkami.

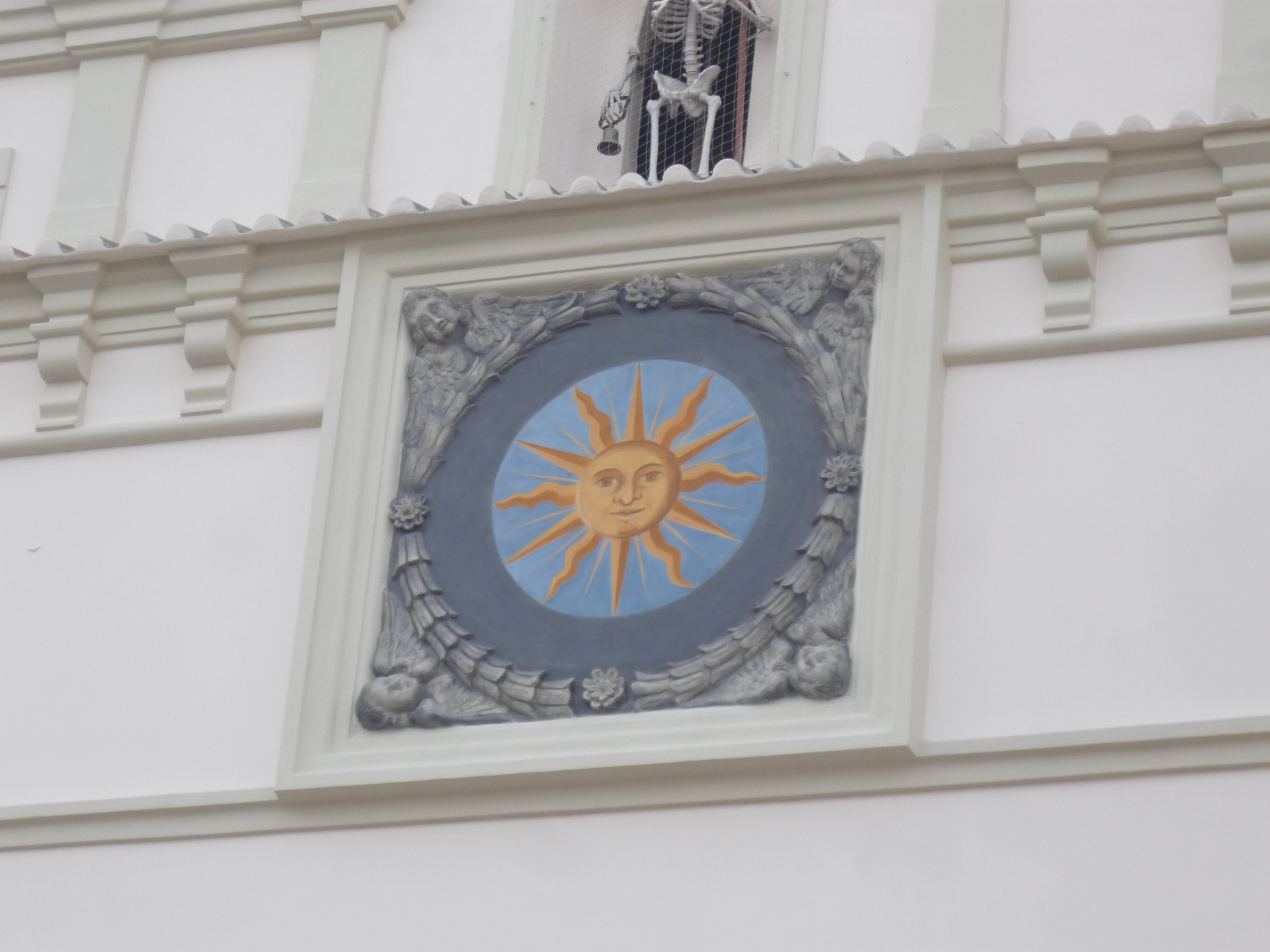
Obnovená malba slunce ve věnci s anděli na průčelí.

O rok později proběhla oprava fasády, také byly restaurovány historické erby v průčelí. Pod deskou se znakem města pod atikou byl nalezen fragment manýristického slunce, jež přdstavovalo zřejmě ciferník. Tento objev v šambráně nechalo město obnovit. Náročnou obnovou prošel i krov mimořádné historické hodnoty a odstraněna byla nevhodná hliníková střecha z 80. let.
Po odstěhování knihovny začala poslední etapa rekonstrukce, a to zbylých prostor obývaných knihovnou. Kvůli objevům během opravách se projekt pozměnil. Byly objeveny staré mohutné stropní trámy z druhé poloviny 17. století, které mají zkosené hrany a je na nich patrná určitá zdobnost. Dále to je výmalba z 19. století a spálené stěny po požárech v roce 1662 a 1834.
V roce 2023 byla celá stavba prohlášena za národní kulturní památku. Po dokončení rekonstrukce se zde přesune Turistické informační centrum Havlíčkova Brodu a bude sloužit i kulturním potřebám, a to pro výstavy a expozice.

## Interiér
V interiéru budovy se dochovala zajímavá štuková výzdoba z 19. století. Nejbohatší se nachází v hlavním sále na valené klenbě. Střídmější je ve vstupní hale, kde se i dochoval menší vstup s ostěním. Během rekonstrukce se objevily klasicistní nástěnné malby, jež se obnovily, nebo v přízemí ohořelé stěny po obou požárech, které se zakonzervují. Stávající podoba vznikla při přestavbě v roce 1892, jak uvádí i letopočet ve znaku nad vstupním

## Brodská smrt

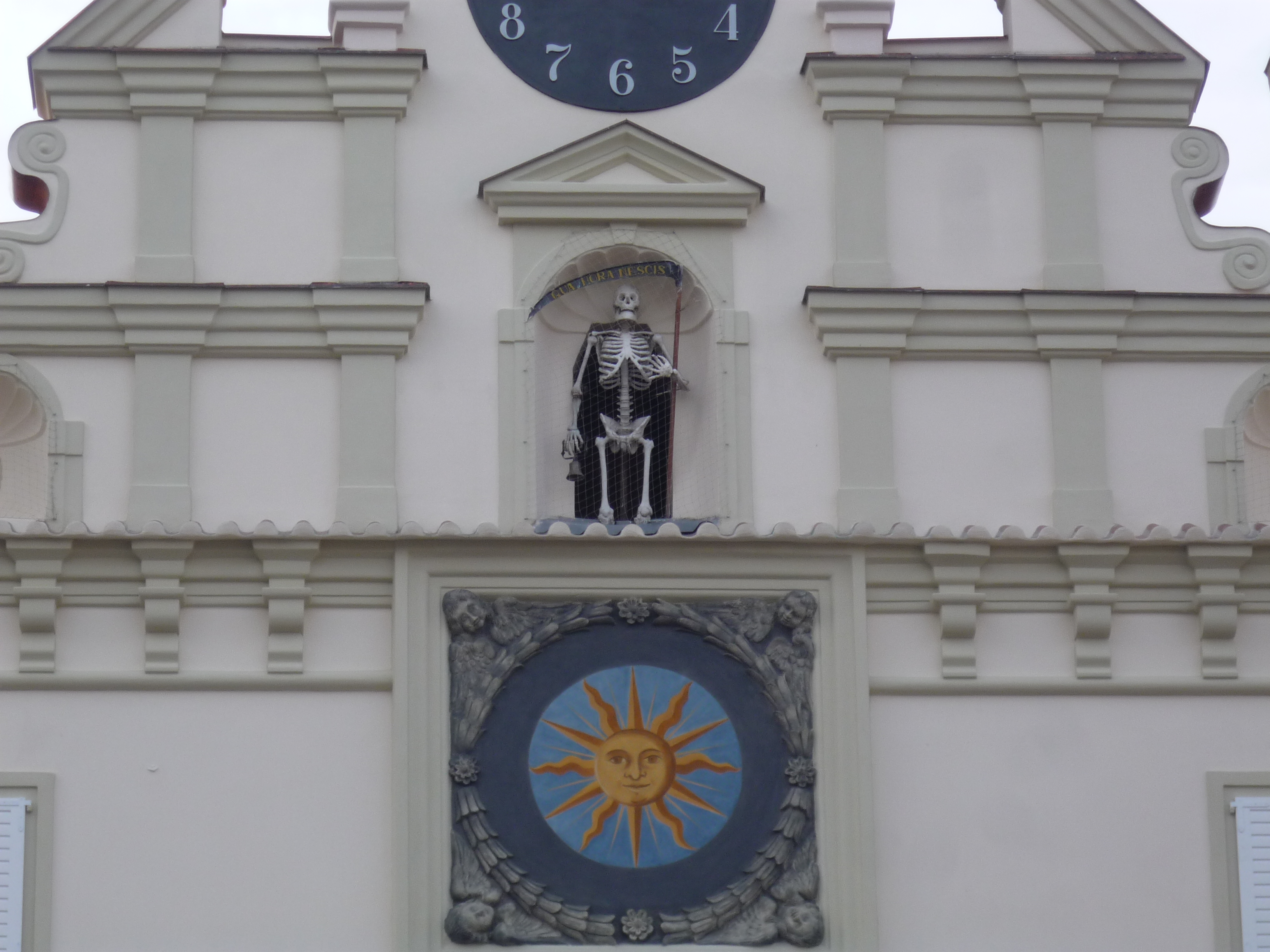
Kostra Hnáta nad obnovenou malbou slunce na průčelí.

V průčelí v atice v nice se nachází kostlivec s kosou a zvonem. Jedná se o hlásného Hnáta. Podle pověsti měl roku 1472, v době bojů a sporů mezi katolickými Jihlavany a kališnickými obyvateli Brodu, dát znamení Jihlavanům, kteří ho podplatili. Během noci, až všichni brodští měšťané spali, zazvonil na Dolní (Jihlavské) bráně na zvonec, že mohou zaútočit. Zvonění však probudilo spící obyvatele a město obránili. Hnát byl nakonec dopaden ženami a shozen do městského příkopu, kde byl i ukamenován. Jeho tělo bylo na čas ponecháno v mraveništi, až z něj zbyly jen bílé kosti a kostra byla následně umístěna na průčelí staré radnice.
Jiná verze pověsti praví, že nezazvonil na zvonec, ale otevřel jim vrata od Dolní brány. Toho si všimly ženy, které šly ráno prát prádlo a zburcovaly hluk.
Dřevěná socha s černým pláštěm drží v pravé ruce kosu, která má na čepeli latinský nápis „Qua hora nescis“ (Kterou hodinu, nevíš). V levé ruce drží zvon propojený s mechanismem hodin ve věži, a tak každou hodinu zvoní.

## Fotogalerie

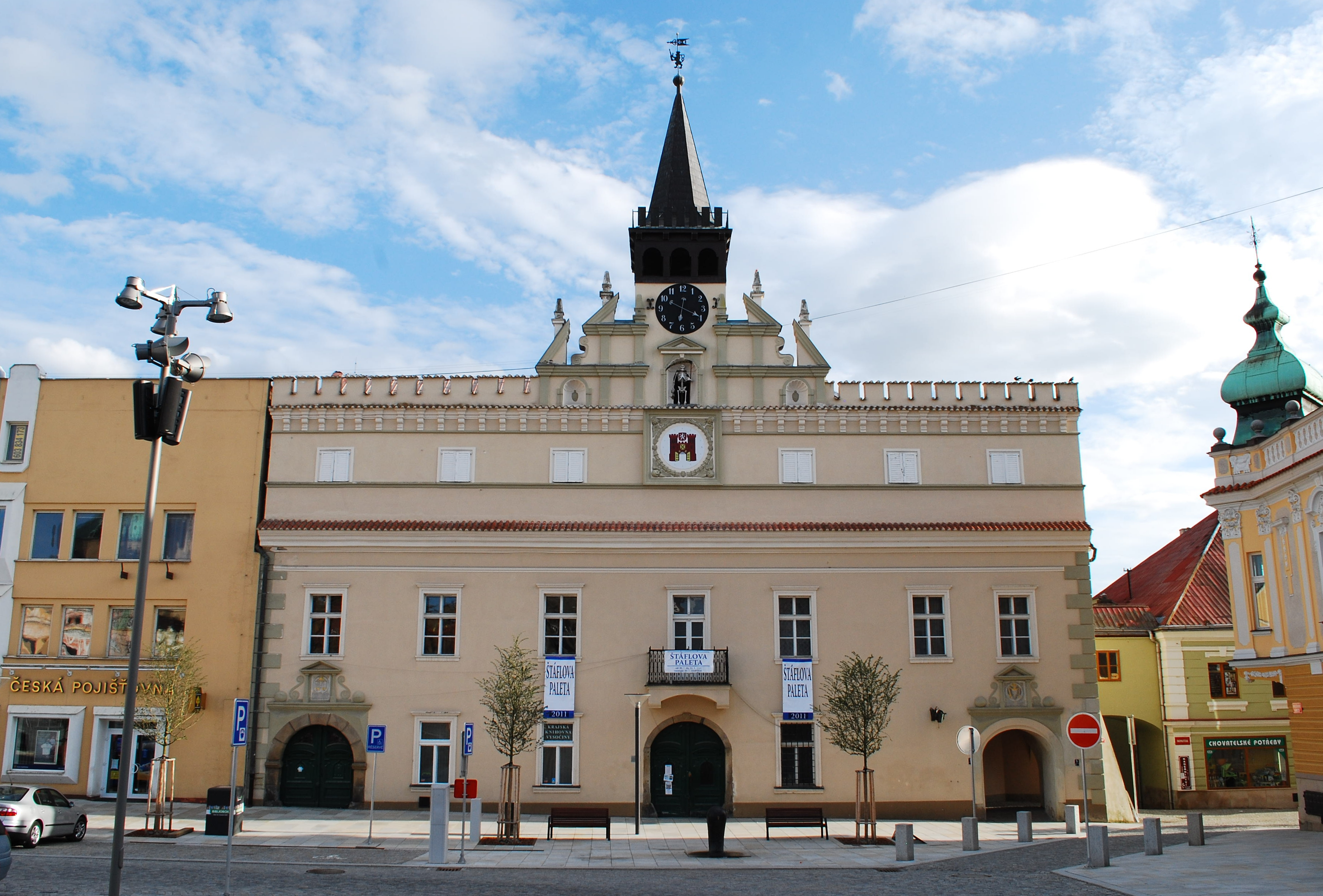
Radnice před rekonstrukci
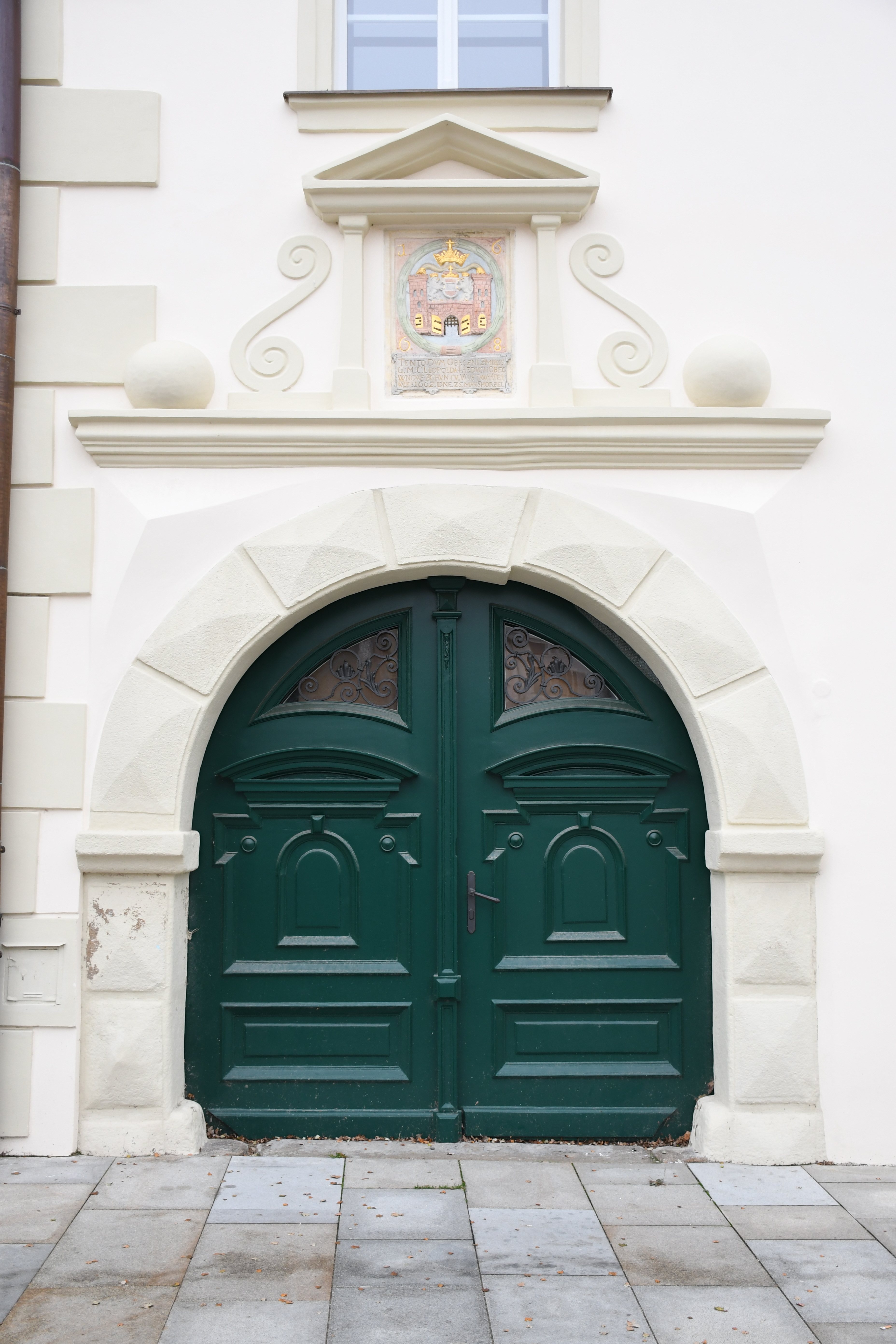
Levý vstupní portál
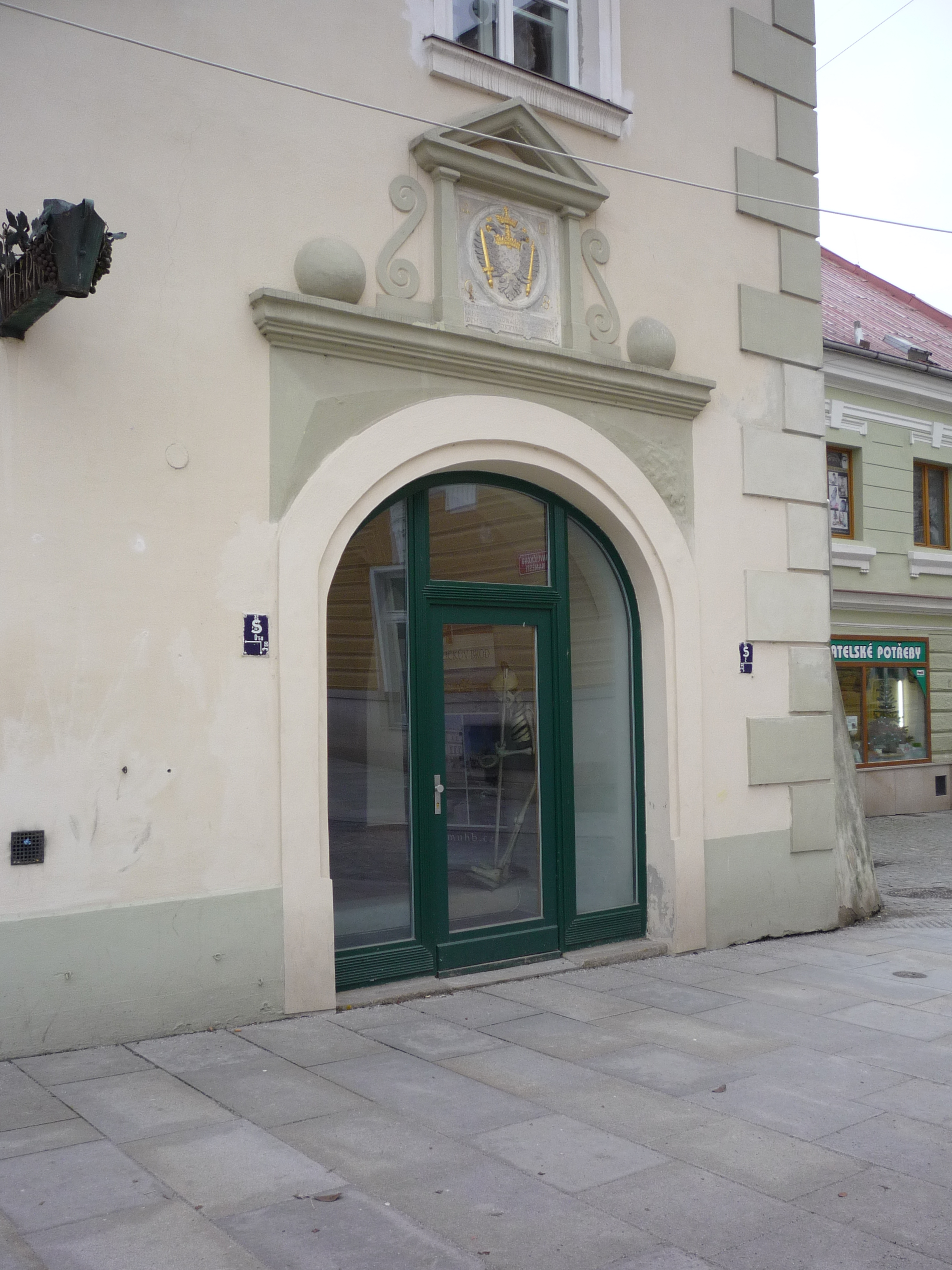
Pravý vstupní portál
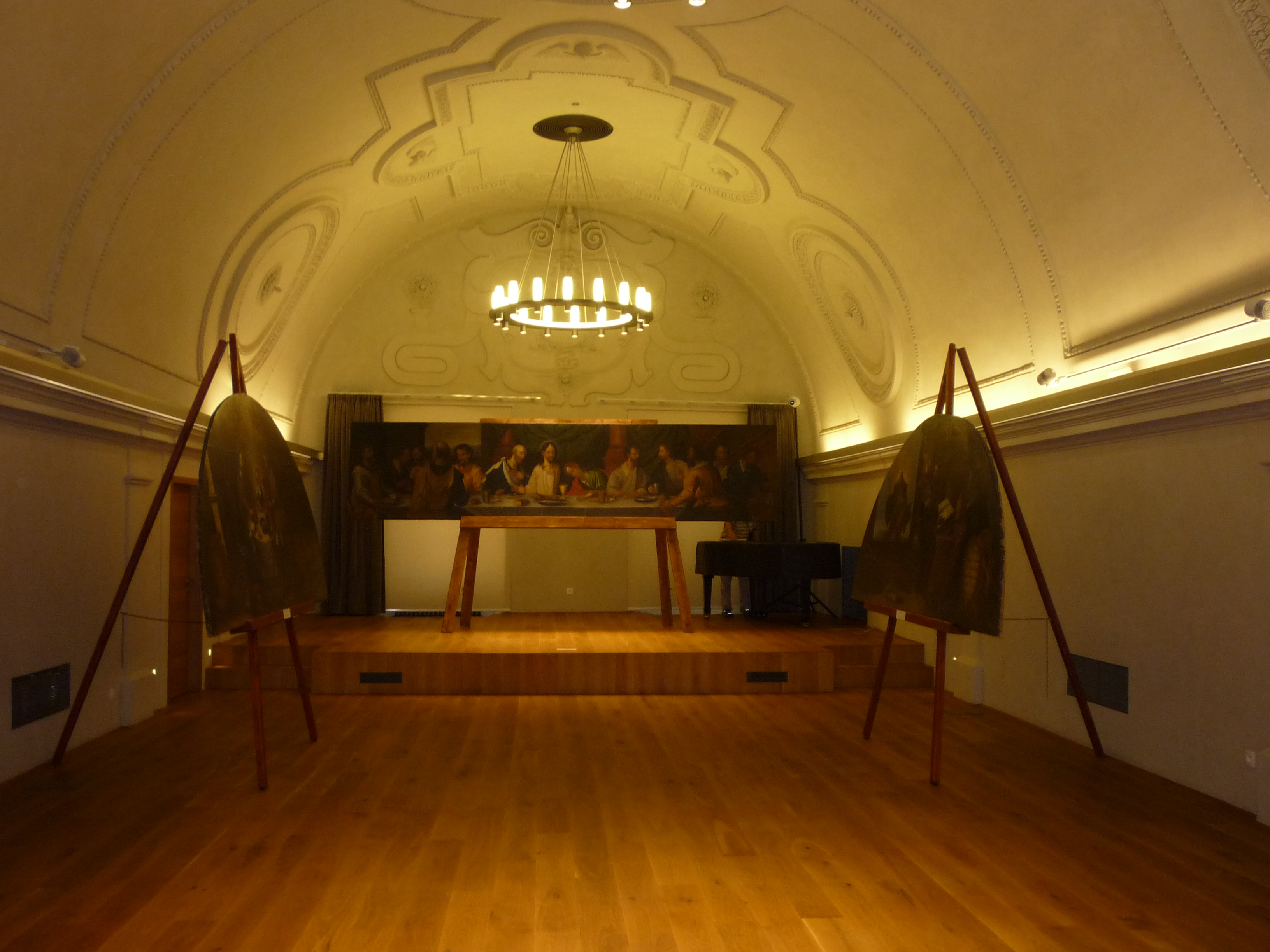
Hlavní sál se štukovou výzdobou během výstavy Barokní Brod
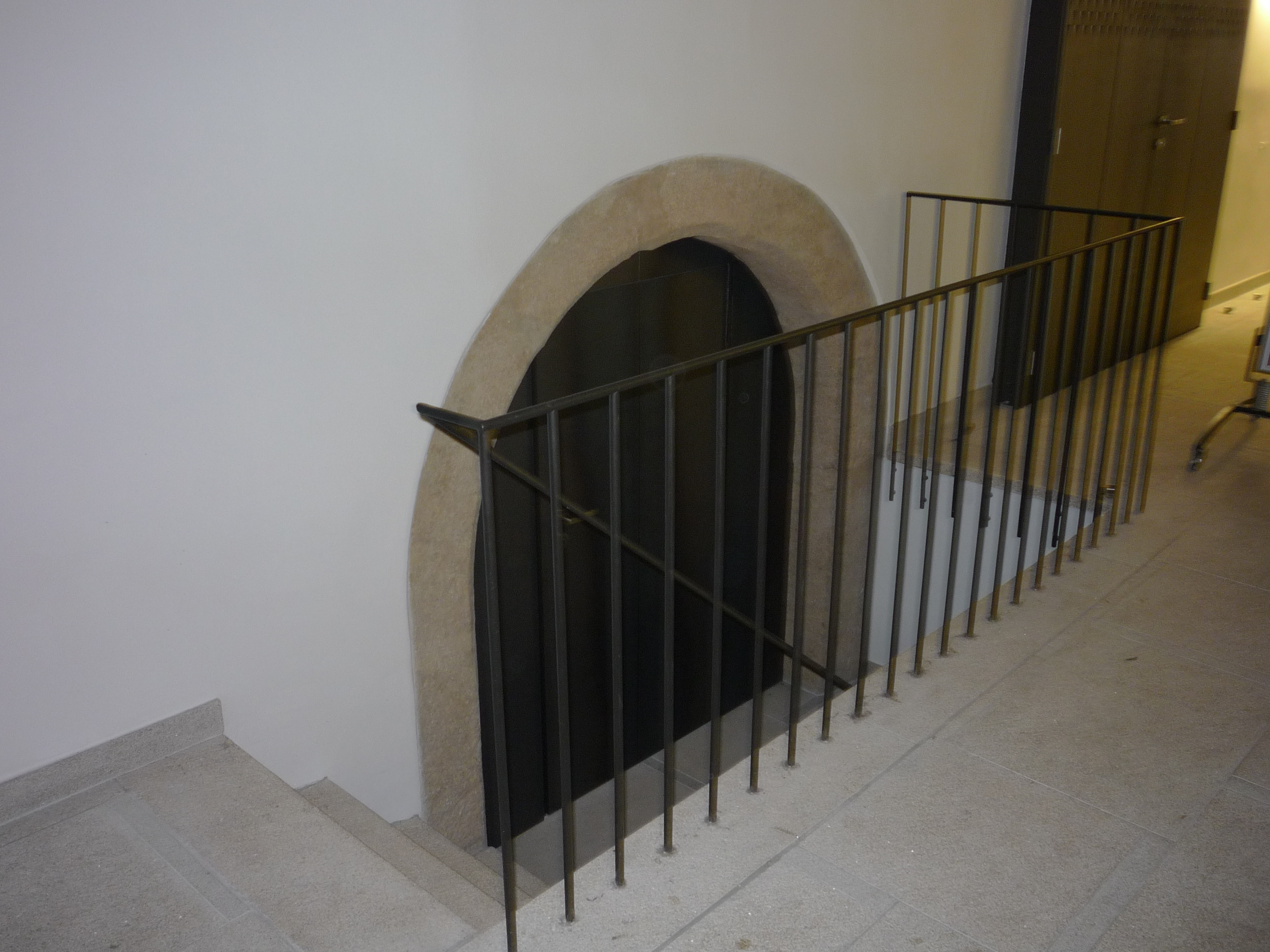
Malá vrátka ve vstupním sále
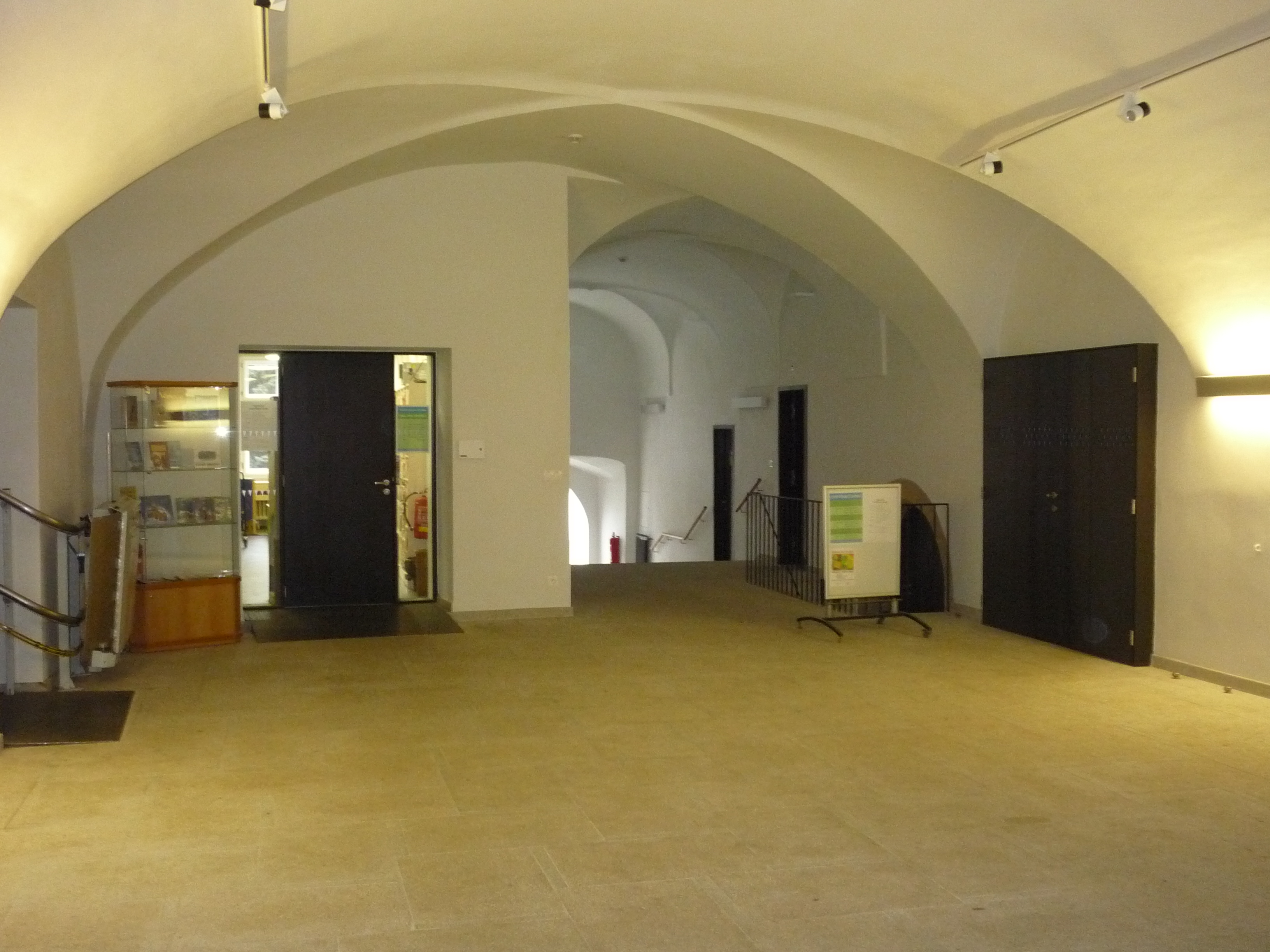
Vlevo vchod do Krajské knihovny a vpravo dole vchod na dvůr
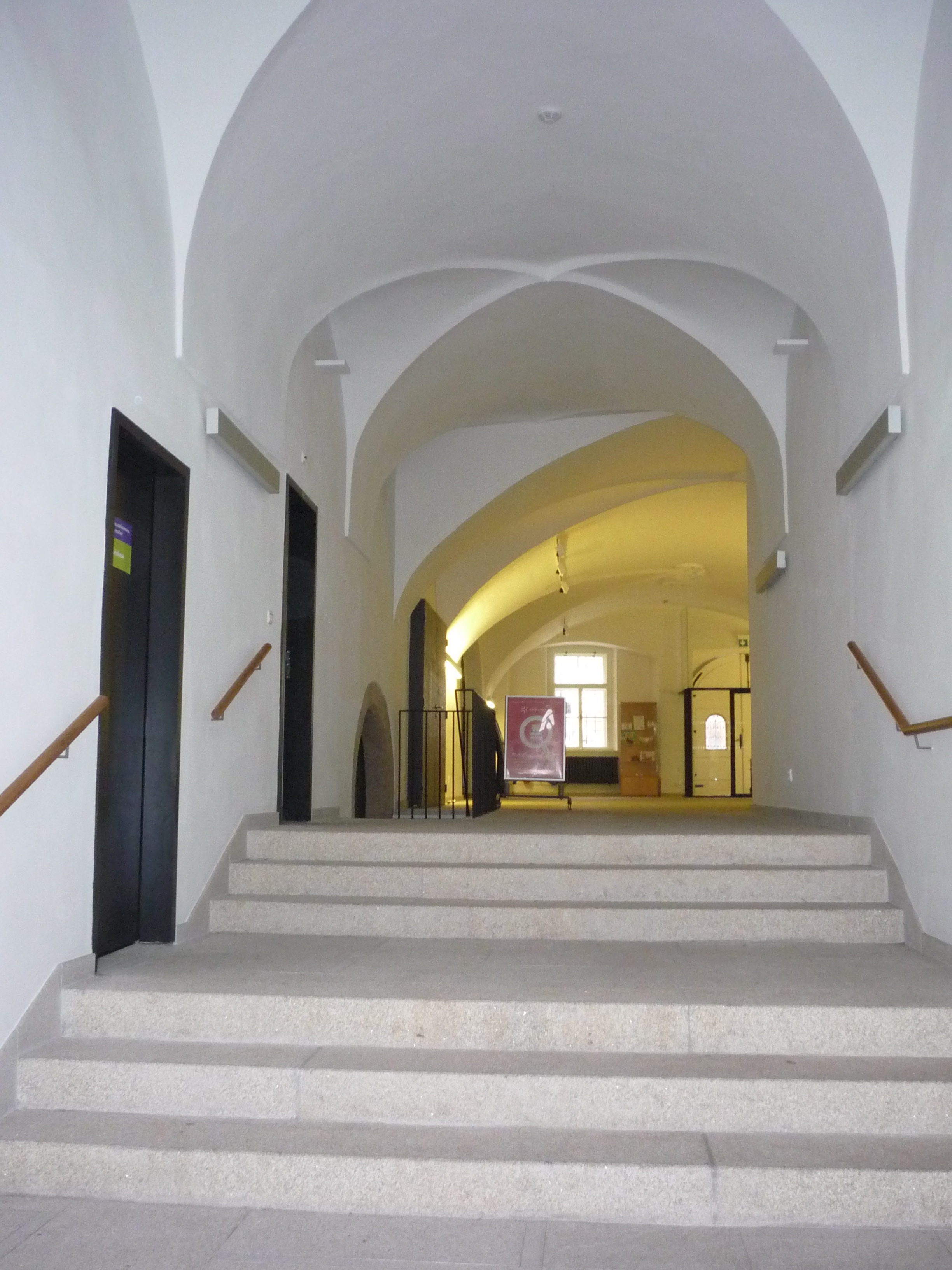
Schody ke dvoru
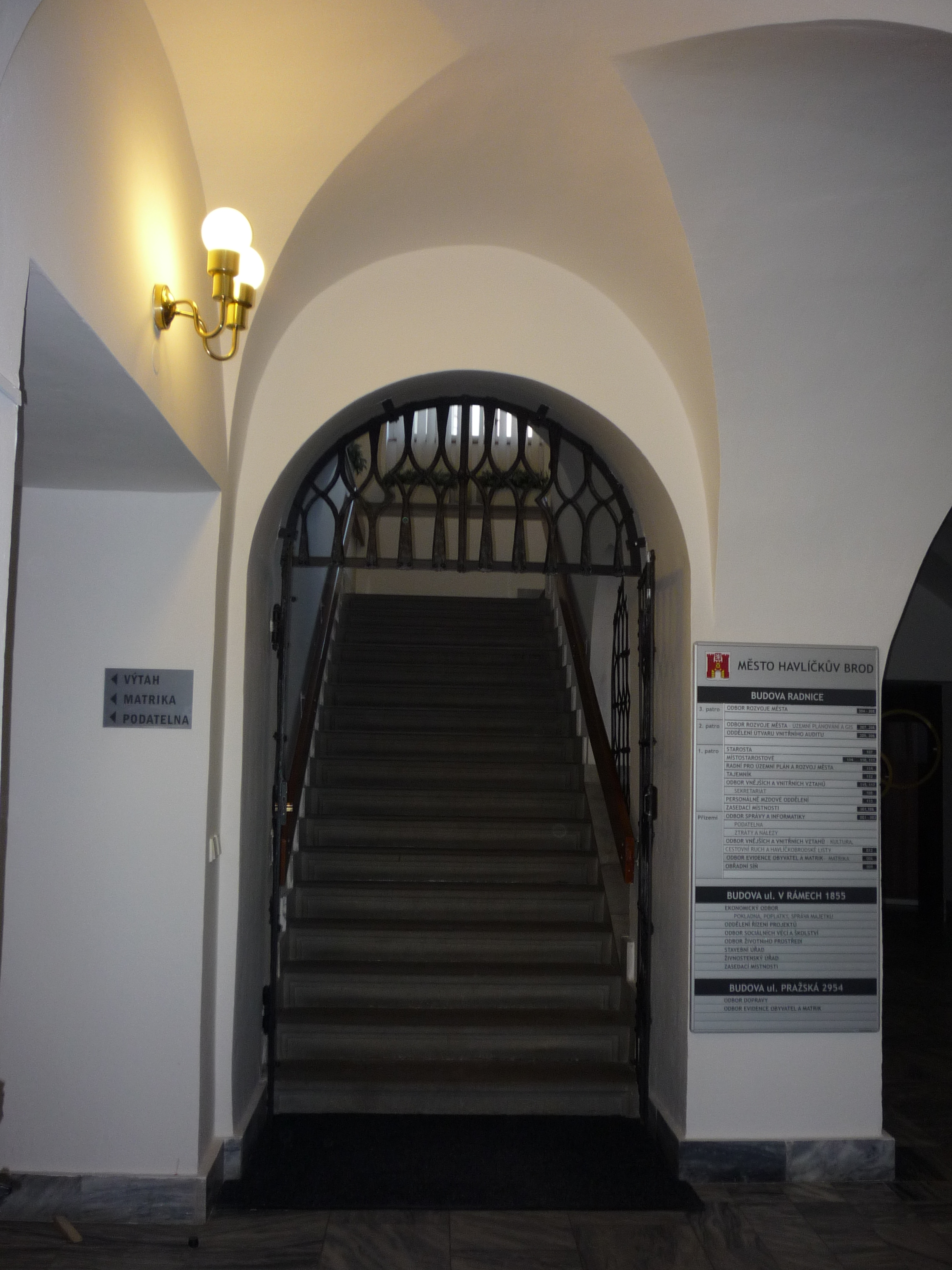
Vchod do prvního patra před rekonstrukci
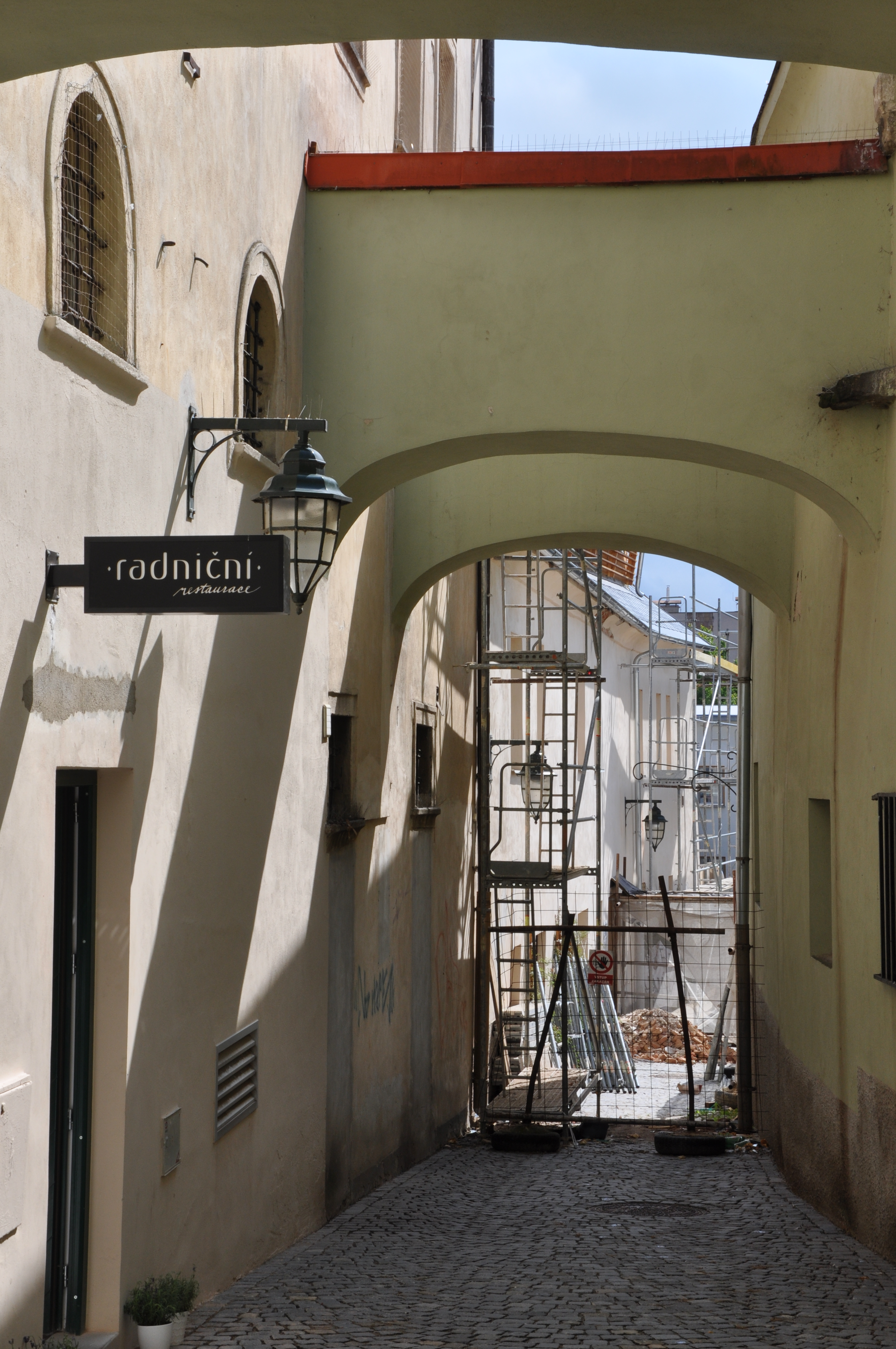
Průchod kolem radnice na ulici Trčkova
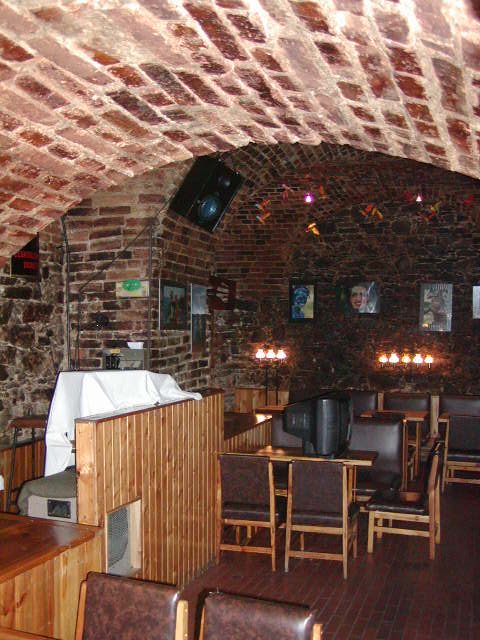
Interiér Radniční restaurace před rekonstrukcí
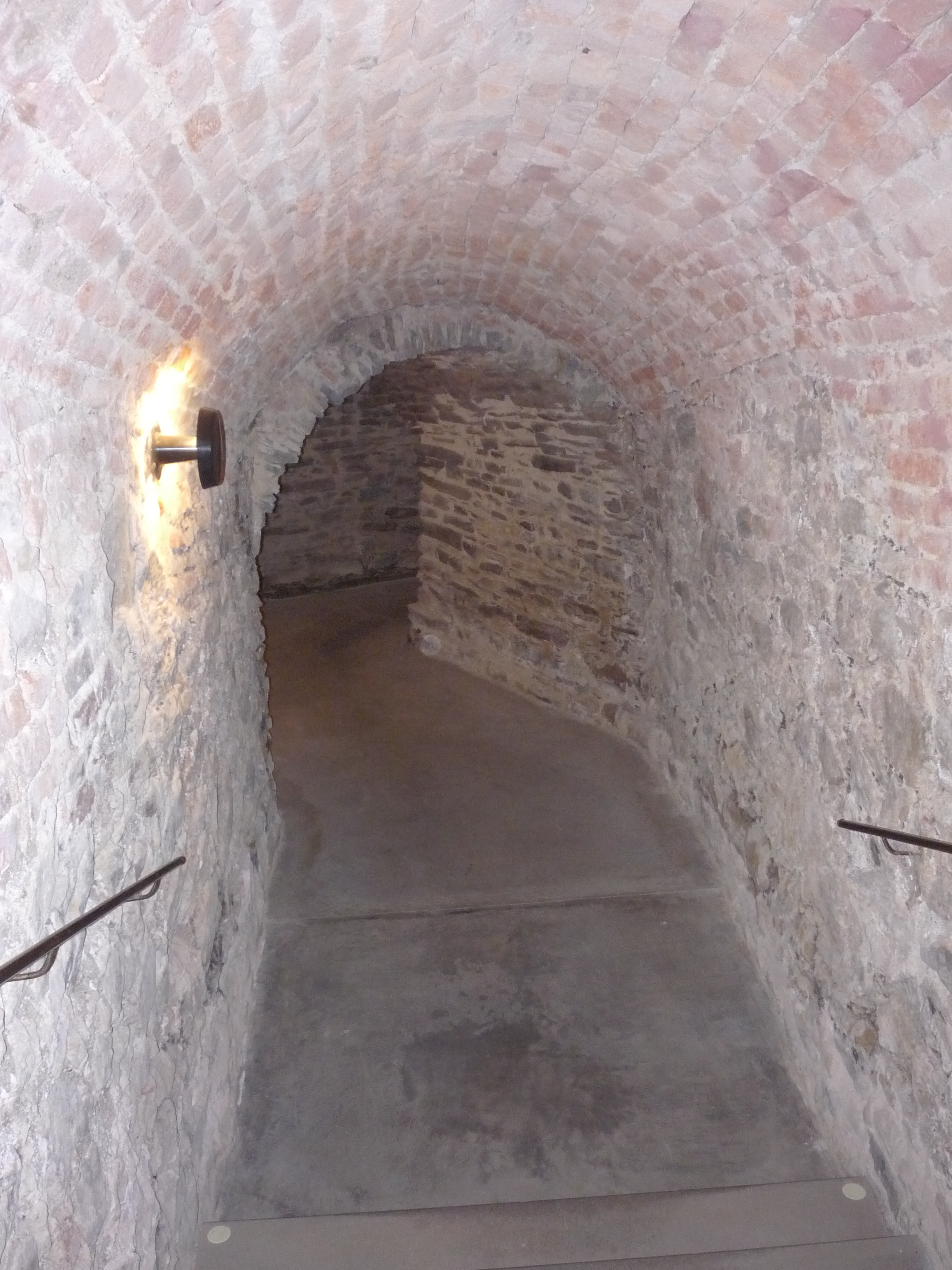
Chodba v Radniční restauraci
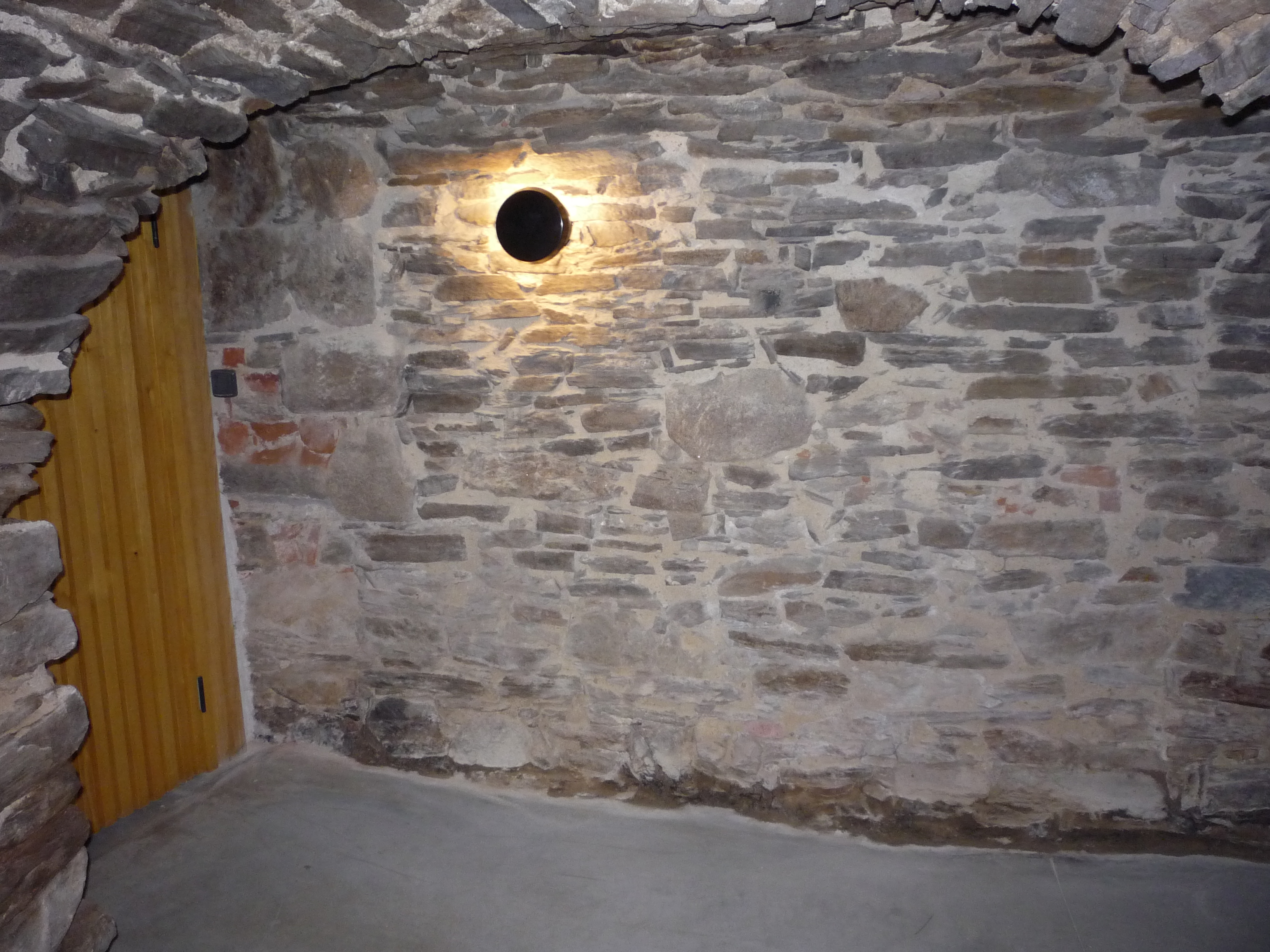
Boční chodba do hlavního sklepa
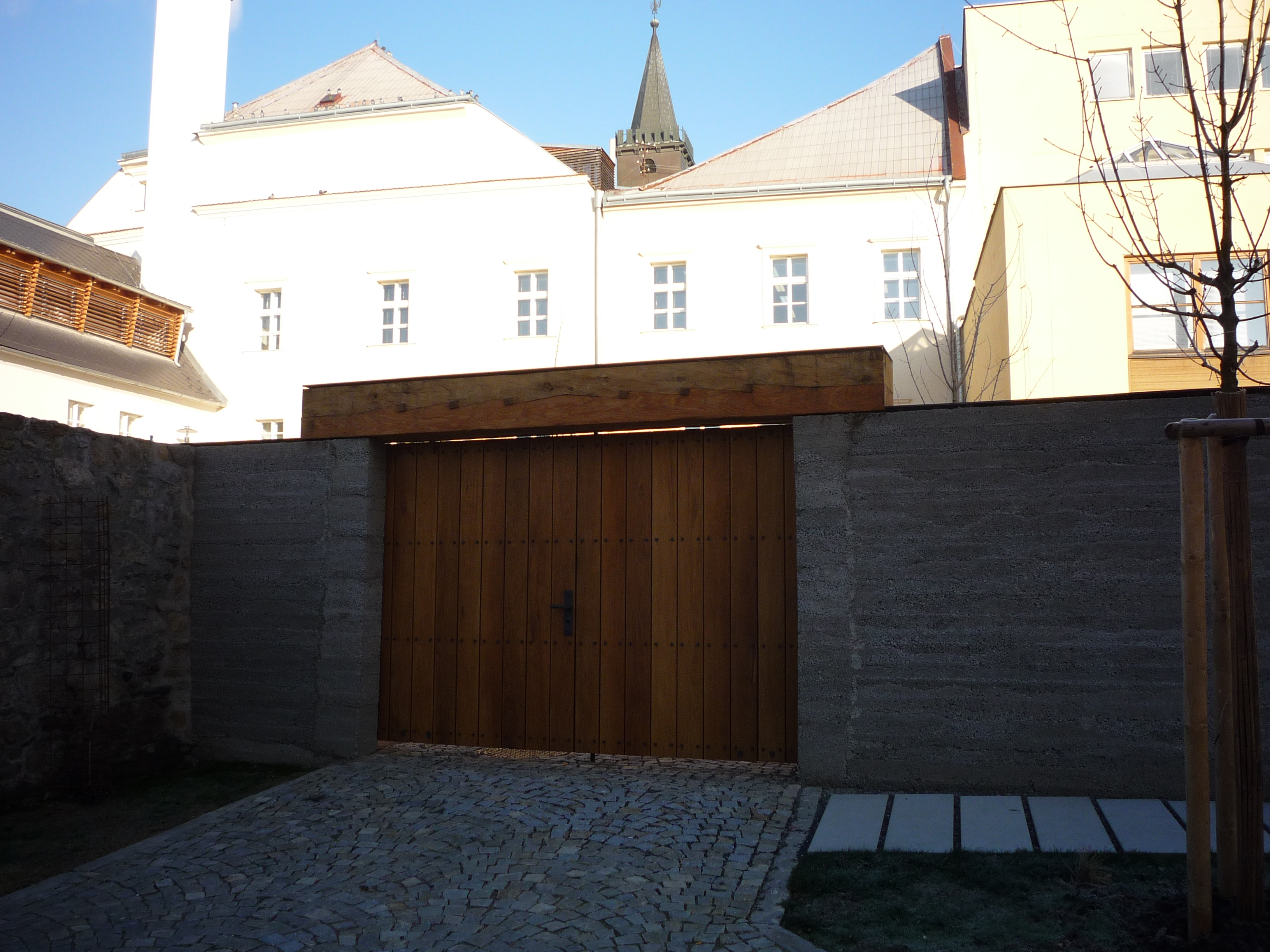
Vrata na dvůr a pohled na radnice zezadu
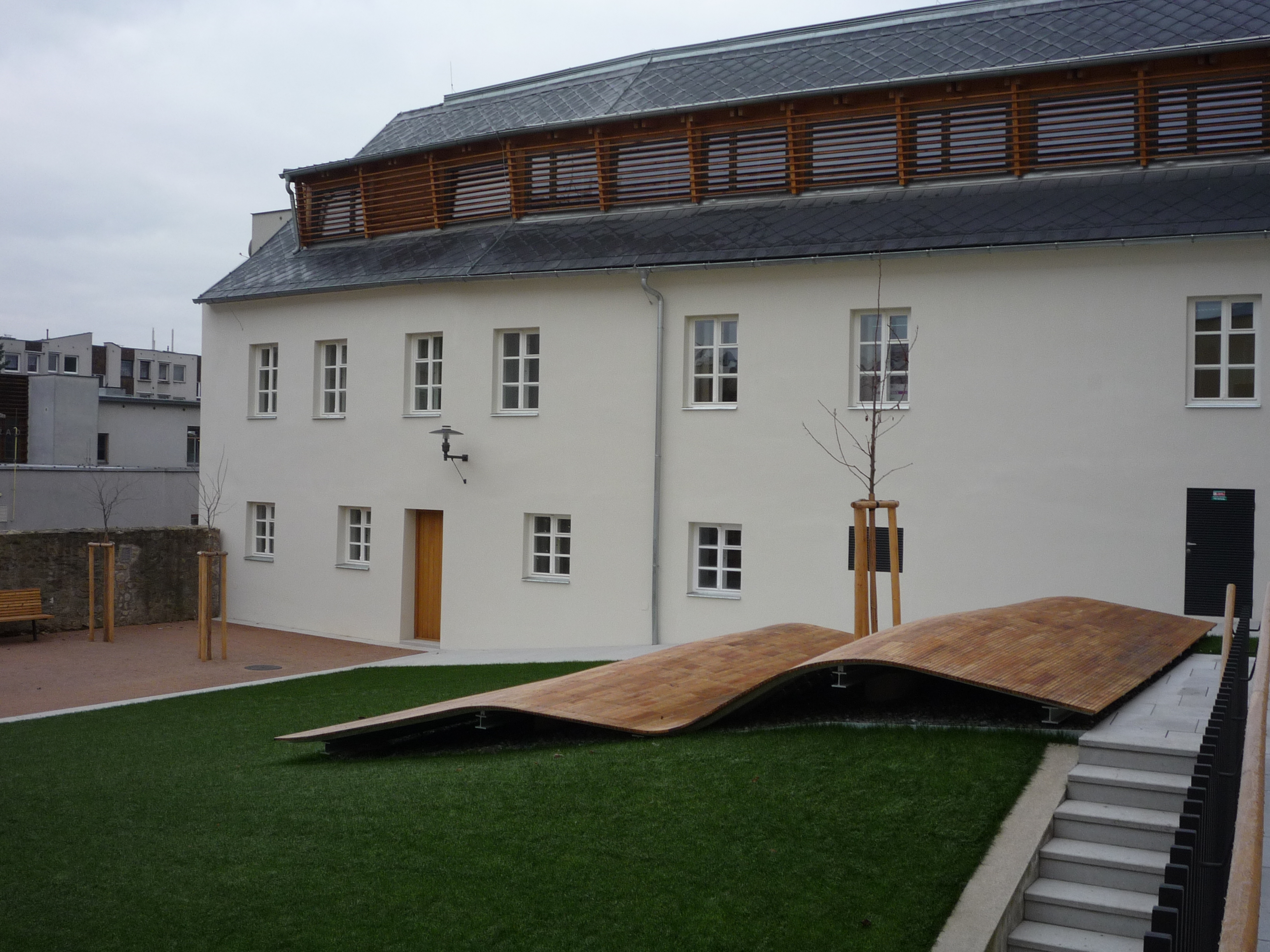
Dolní část radnice ze dvora
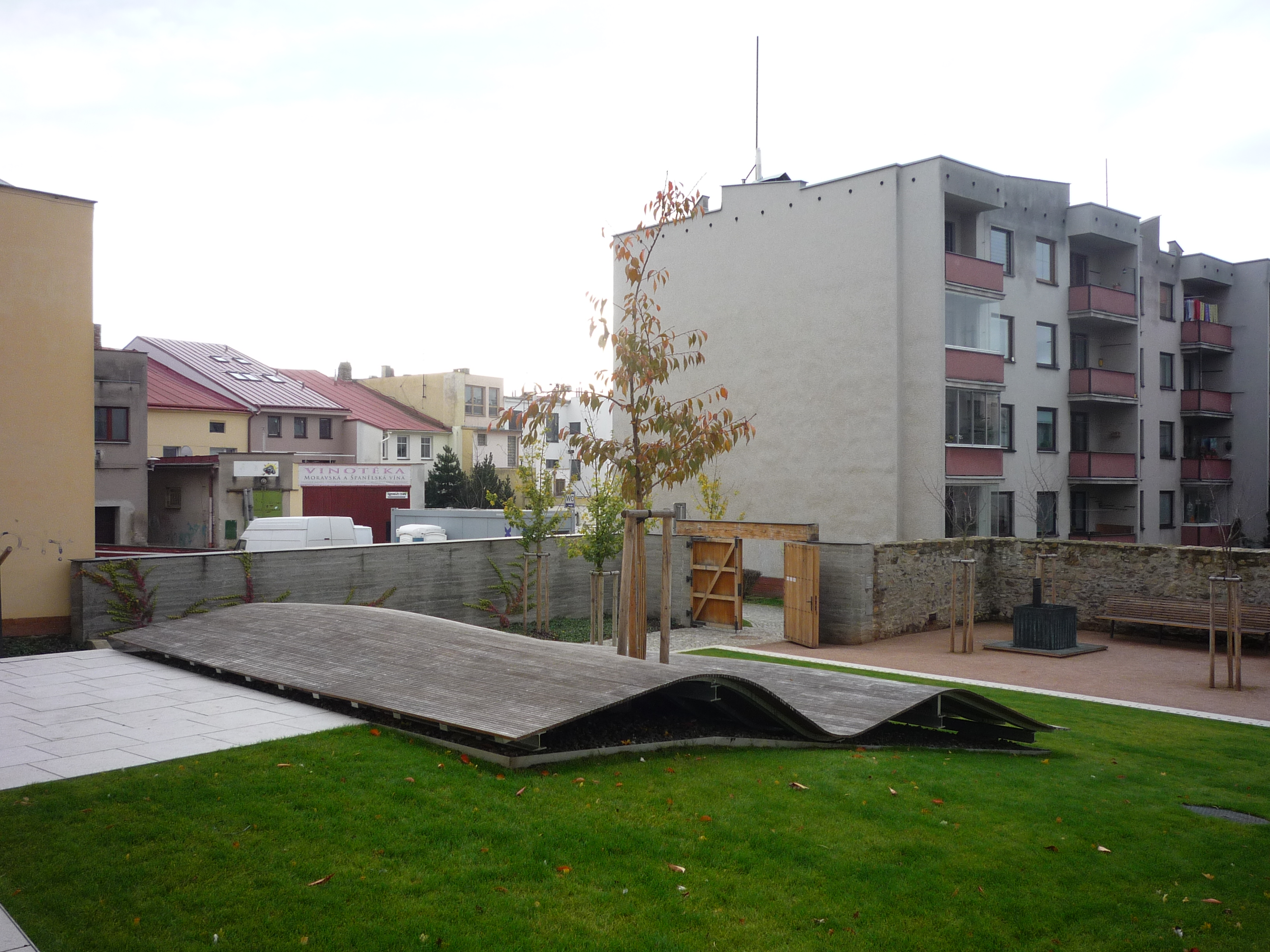
Dvůr
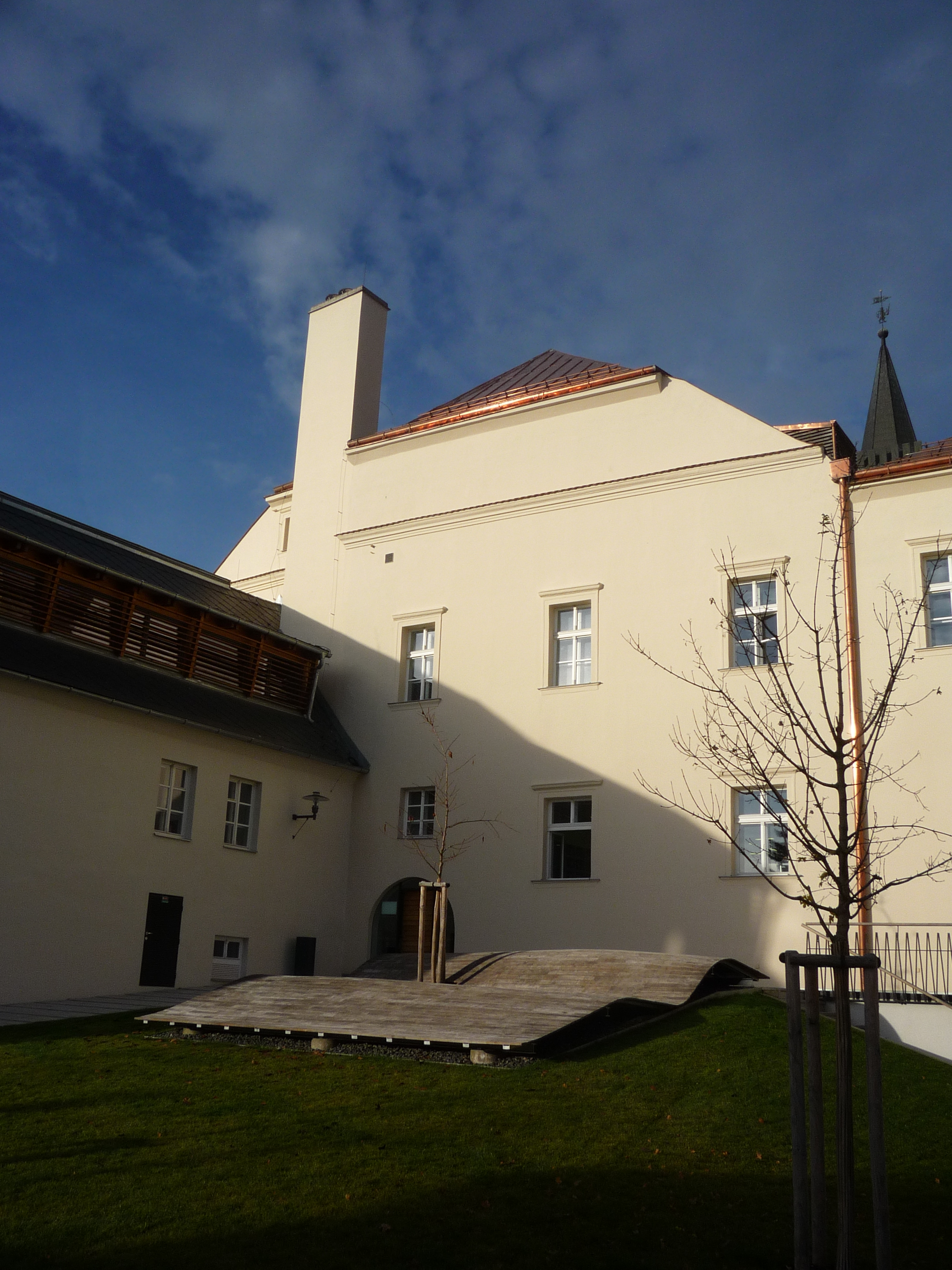
Dvůr
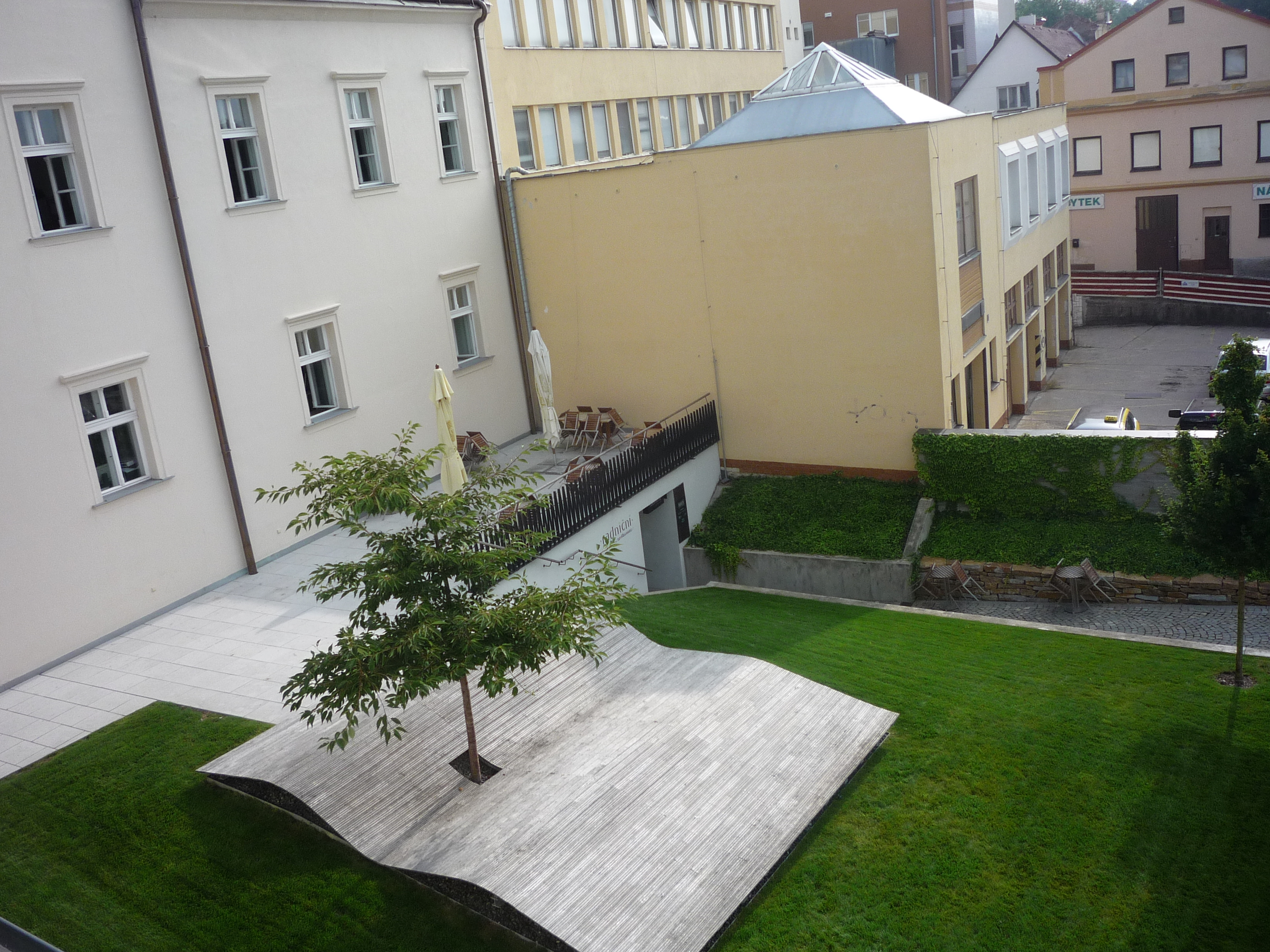
Dvůr a vchod do Radniční restaurace
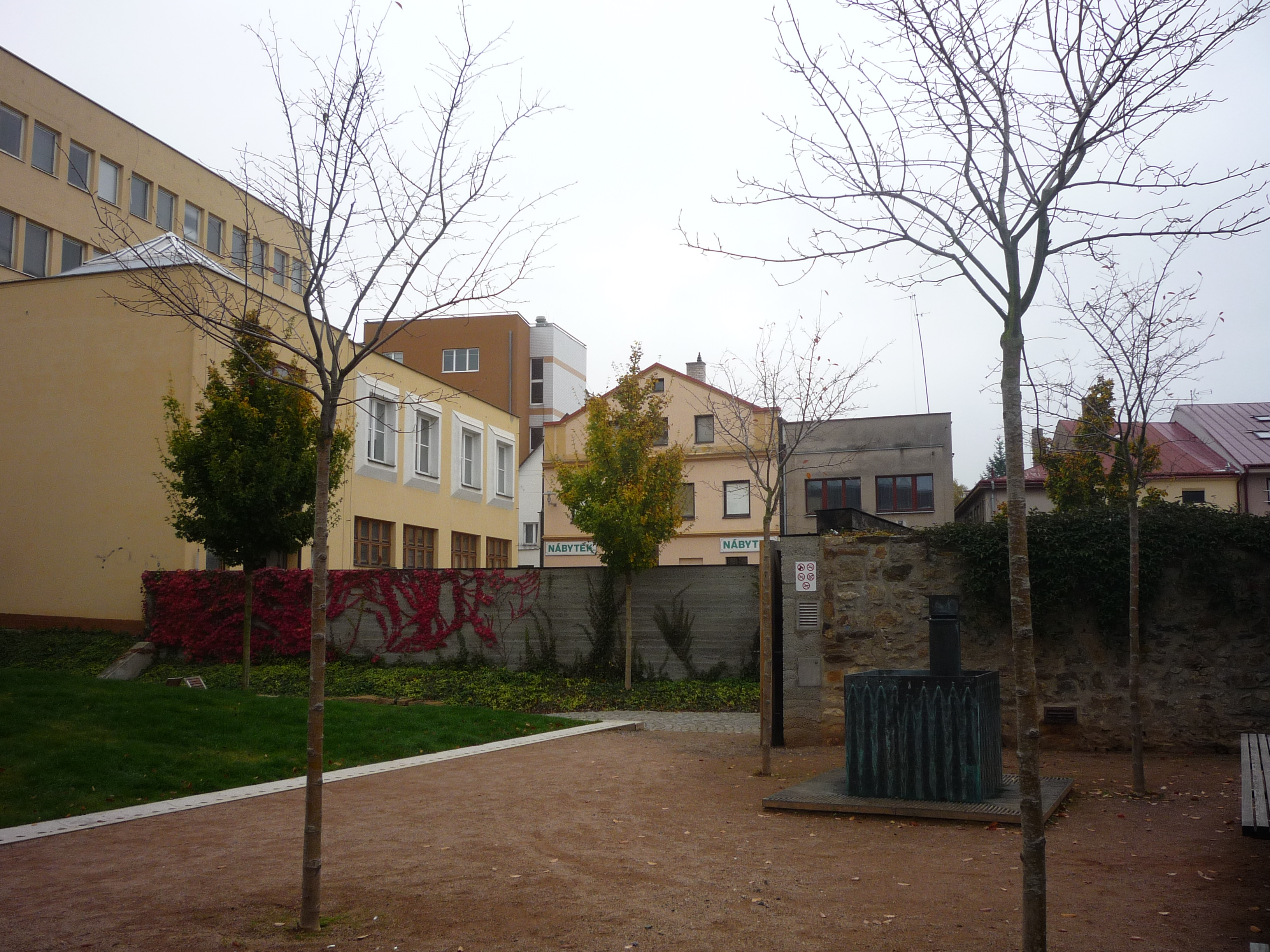
Dvůr
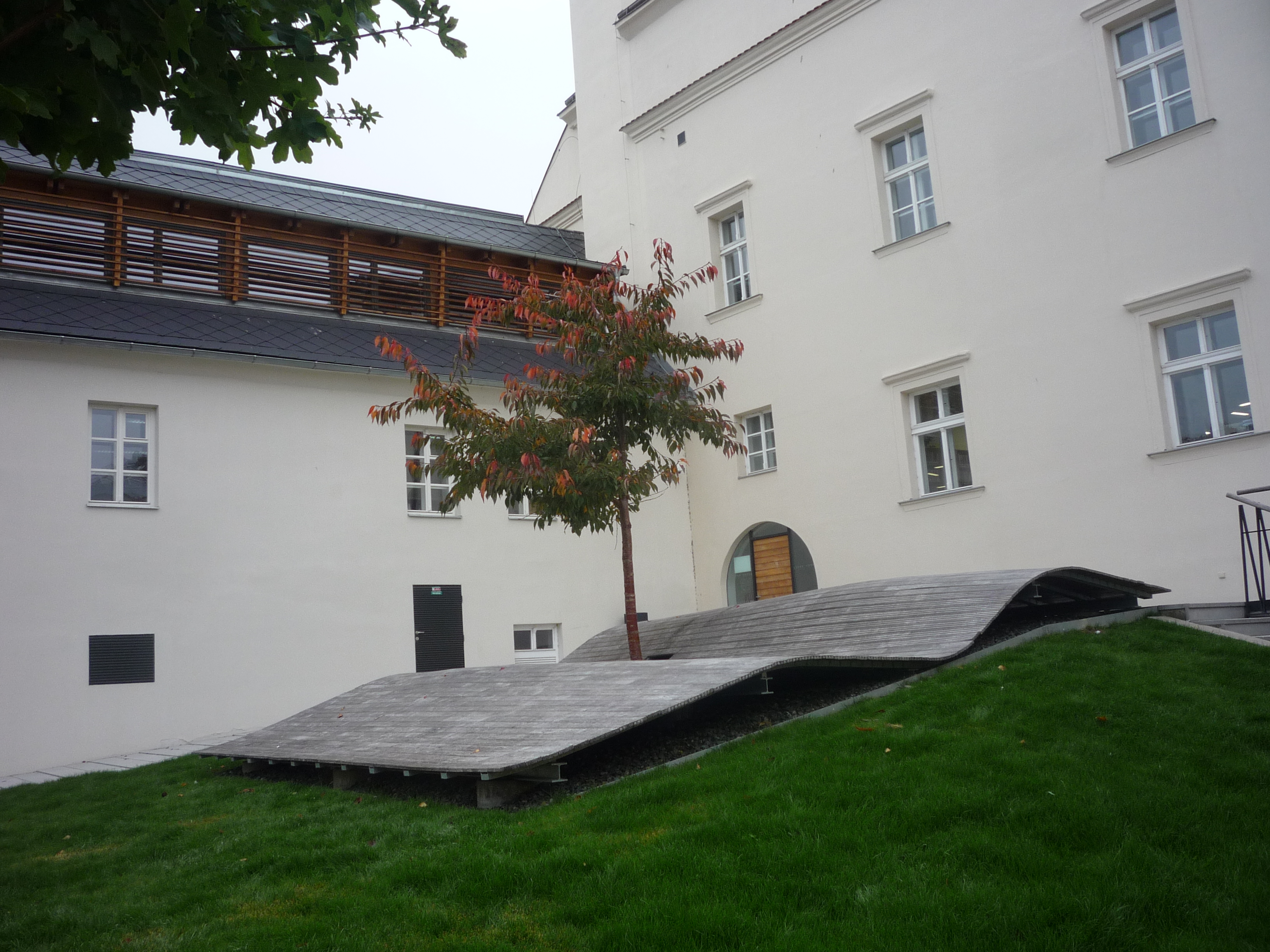
Dvůr
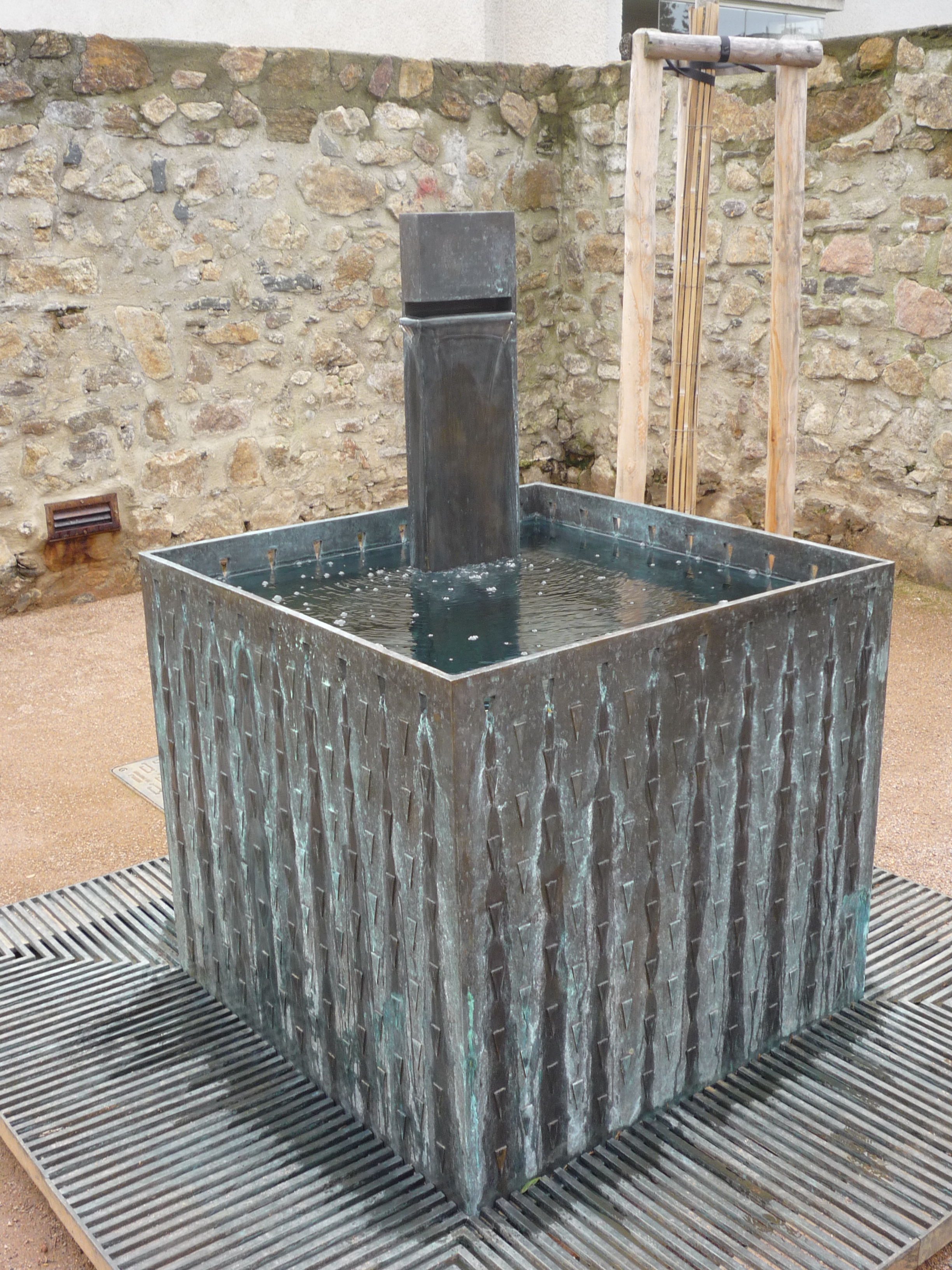
Fontánka na dvoře